# Вооружённые силы Армении
Вооружённые силы Республики Армения (арм. Հայաստանի Հանրապետության Զինված Ուժեր) — государственная военная организация Армении, целью которой является обеспечение такого оборонного потенциала государства, который необходим для отражения любой агрессии в целях защиты физического существования народа Республики Армения, её суверенитета и независимости, территориальной целостности государства. Хотя Вооружённые силы Республики Армения были частично сформированы из бывших сил Советской Армии, дислоцированных в Армянской ССР (в основном части 7-й гвардейской армии Закавказского военного округа), их основание восходит к основанию Первой Республики Армения в 1918 году. Будучи страной, не имеющей выхода к морю, Армения не имеет военно-морского флота.

## Управление вооружёнными силами
Согласно военной доктрине и Конституции государства Республики Армения, Вооружённые силы управляются Министерством обороны и Генеральным штабом.

## История

### Первая Республика
Армянский военный корпус был создан для борьбы с турками во время турецко-армянской войны в начале 1918 года. В соответствии с Батумским договором от 4 июня 1918 года Османская империя демобилизовала большую часть армянской армии. Этнические армяне-призывники и добровольцы Российской императорской армии позже станут ядром вооруженных сил Первой Республики Армения.

### Советское время
7-я гвардейская армия базировалась в Ереване с 1946 по 1992 год. В конце 1980-х годов армия состояла из:
Дирекция — Ереван	
15-я мотострелковая дивизия — Кировакан (ныне Ванадзор)
127-я мотострелковая дивизия — Ленинакан (ныне Гюмри)
164-я мотострелковая дивизия — Ереван

### Карабахский конфликт
Современная армянская армия вступила в свой первый этап в начале нагорно-карабахского конфликта, когда армянские ополчения были сформированы для борьбы с азербайджанскими частями в Нагорном Карабахе. 20 сентября 1990 года была создана первая воинская часть — Ереванский особый полк, первая присяга была принесена на Республиканском собрании, в ней приняли участие первый президент Армении Левон Тер-Петросян, премьер-министр Вазген Манукян и министр обороны Вазген Саргсян. Также пять батальонов были сформированы в Арарате, Горисе, Варденисе, Иджеване и Мегри. В 1991 году, по решению правительства, государственный комитет обороны при Совете министров, который облегчил задачу координации оборонных операций Армении, стал основой, на которой впоследствии должно было быть создано Министерство обороны.

### После распада СССР

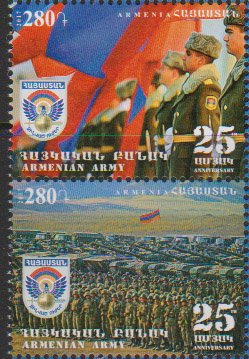
Почтовый блок Армении, приуроченный к 25-летию Вооружённых Сил Армении, 2017

28 января 1992 года, принятием постановления «О Министерстве обороны Республики Армения» было де-юре провозглашено создание Армянской национальной армии а также Министерства обороны Армении. В настоящее время эта дата отмечается в Республике Армения, как День Армии.
Основой для создания Вооружённых сил Республики Армения стали вооружение и техника 7-й армии Закавказского военного округа, дислоцировавшейся на территории Армянской ССР.
С 1992 года Армения является членом Организации Договора о коллективной безопасности.
С июля 1992 года является участником Договора об обычных вооружённых силах в Европе (ДОВСЕ).
В марте 1993 года Армения подписала Конвенцию о химическом оружии.
В июле 1993 года Армения вступила в Договор о нераспространению ядерного вооружения, как неядерное государство.
С 1994 года Армения участвует в программе НАТО «Партнёрство во имя мира».
В 1996 году Греция начала обучение военнослужащих Армении. В 2003 году Армения и Греция заключили договор о военном сотрудничестве, что активизировало совместную деятельность этих стран (до марта 2016 года в Греции военное и военно-медицинское обучение прошли свыше 200 военнослужащих Армении). 15 марта 2016 года президент Армении С. Саргсян сообщил, что «Греция является вторым после РФ военным партнером Армении».
В 2004 году Армения отправила военнослужащих в состав сил KFOR, в 2005—2008 гг. принимала ограниченное участие в войне в Ираке, в начале 2010 года отправила военнослужащих в Афганистан.
С 2014 года Армения принимает участие в миротворческой операции ООН в Ливане (численность армянского подразделения составляет 32 человека, они служат в южной части Ливана).
С лета 2015 года Армения принимает участие в миротворческой операции ООН в Мали. В июне 2015 года Армения отправила в состав сил ООН в Мали одного штабного офицера (который служит в штабе ООН в городе Бамако).

## Общие сведения
Вооружённые силы Республики Армения состоят из следующих видов вооружённых сил:
- Сухопутные войска
- Военно-воздушные силы
- Войска противовоздушной обороны

Руководство армией находится в ведении Генерального штаба, возглавляемого Начальником Генерального штаба Вооружённых сил Армении.
Объём военного бюджета составляет 4,5 процентов от ВВП страны (на 2019 год). Действующие войска состоят из 44 800 военнослужащих, с запасом в 210 000 человек. ВС Армении были тесно связаны с Армией обороны НКР, численность личного состава которой в годы Карабахского конфликта оценивалась в 18-20 тысяч человек.

## Сухопутные войска
В Сухопутные войска входят следующие рода войск:
- Мотострелковые войска
- Танковые войска
- Ракетные войска и артиллерия
- Воздушно-десантные войска
- Инженерные войска
- Войска связи
- Войска специальных операций
- >>список может быть не полный<<

В боевом составе сухопутных войск Армении на 2000 год было:
- 4 моторизированные пехотные бригады
- 10 отдельных пехотных полков
- 1 артиллерийская бригада
- 2 зенитные ракетные бригады

Сухопутные войска Армении используют боевую технику, преимущественно произведённую в СССР, России и Армении.
| Т-90С                   | Россия       | Основной боевой танк                          | 1   |                       |
| Т-72                    | СССР/ Россия | Основной боевой танк                          | 101 |                       |
| Т-55                    | СССР         | Средний танк                                  | 5   |                       |
| Т-54                    | СССР         | Средний танк                                  | 3   |                       |
| БМП-2                   | СССР/ Россия | Боевая машина пехоты                          | 15  |                       |
| БМП-1                   | СССР         | Боевая машина пехоты                          | 125 | 100 БМП-1 и 25 БМП-1К |
| БРМ-1К                  | СССР         | Боевая разведывательная машина                | 12  |                       |
| БРДМ-2                  | СССР         | Бронированная Разведывательно-Дозорная Машина | 120 |                       |
| БМД-1                   | СССР         | Боевая машина десанта                         | 10  |                       |
| БТР-80                  | СССР/ Россия | Бронетранспортёр                              | 4   |                       |
| БТР-70                  | СССР         | Бронетранспортёр                              | 18  |                       |
| БТР-60                  | СССР         | Бронетранспортёр                              | 8   |                       |
| ACMAT Bastion           | Франция      | Бронетранспортёр                              | 21  |                       |
| Сходные с БТР-60 машины |              | Бронетранспортёр                              | 108 |                       |
| МТ-ЛБ                   | СССР         | Бронетранспортёр                              | 20  |                       |
| ГАЗ-2975 «Тигр»         | Россия       | Бронеавтомобиль                               | н/д |                       |
| «Корнет»                | Россия       | ПТРК                                          | 50  |                       |
| «Милан»                 | Франция      | ПТРК                                          | 20  |                       |
| «Штурм-С»               | СССР         | ПТРК                                          | 13  | По другим данным 27   |
| «Конкурс»               | СССР         | ПТРК                                          | 9   |                       |
| 9К720 «Искандер»        | Россия       | ОТРК                                          | 4   |                       |
| 9К72 «Эльбрус»          | СССР         | ОТРК                                          | 7+  |                       |
| 9К79-1 «Точка-У»        | СССР         | ОТРК                                          | 3+  |                       |
| «Ампроп»                | Армения      | Комплекс РЭБ                                  | н/д |                       |
| «Манушак»               | Армения      | Комплекс РЭБ                                  | н/д |                       |
| «Инфауна»               | Россия       | Комплекс РЭБ                                  | н/д |                       |
| Р-325У                  | Россия       | Комплекс РЭП                                  | н/д |                       |
| Р-330Б                  | Россия       | Комплекс РЭП                                  | н/д |                       |
| 9К58 «Смерч»            | Россия       | 300-мм РСЗО                                   | 2   |                       |
| AR1A                    | Китай        | 300-мм РЗСО                                   | 6   |                       |
| WM-80                   | Китай        | 273-мм РСЗО                                   | 2   |                       |
| БМ-21 «Град»            | СССР         | 122-мм РСЗО                                   | 50  |                       |
| N-2                     | Армения      | 40-мм РСЗО                                    | н/д |                       |
| 2С3 «Акация»            | СССР         | 152-мм САУ                                    | 28  |                       |
| 2С1 «Гвоздика»          | СССР         | 122-мм САУ                                    | 10  |                       |
| 2А36 «Гиацинт-Б»        | СССР         | 152-мм пушка                                  | 26  |                       |
| Д-20                    | СССР         | 152-мм пушка-гаубица                          | 34  |                       |
| Д-1                     | СССР         | 152-мм гаубица                                | 2   |                       |
| Д-30                    | СССР         | 122-мм гаубица                                | 69  |                       |
| М-120                   | СССР         | 120-мм полковой миномёт                       | 12  |                       |
| ПМ38                    | СССР         | 120-мм полковой миномёт                       | 19  |                       |
| М-43                    | СССР         | 160-мм полковой миномёт                       | 62  |                       |
| Д-44                    | СССР         | 85-мм пушка                                   | 35  |                       |
| МТ-12                   | СССР         | 100-мм пушка                                  | 36  |                       |

## Военно-воздушные силы

### Парк военно-воздушных сил Армении
Согласно данным Международного института стратегических исследований (IISS) The Military Balance 2016 Военно-воздушные силы Армении имели в своём распоряжении следующую технику.

Военно-воздушные базы Армении

| Су-30СМ                          | Россия       | Многоцелевой истребитель    | 4   | Базирование на Аэродроме Ширак. Заказаны ещё 8 |
| Су-25                            | СССР         | Штурмовик                   | 12  | Базирование на Аэродроме Ширак.                |
| Су-25 УБК                        | СССР         | Учебно-боевой самолёт       | 2   | Базирование на Аэродроме Ширак                 |
| МиГ-25                           | СССР         | Истребитель-перехватчик     | 1   | Базирование на Аэродроме Ширак                 |
| Учебные самолёты                 |              |                             |     |                                                |
| Aero L-39 Albatros               | Чехословакия | Учебно-боевой самолёт       | 6   | Базирование на Аэродроме Ширак                 |
| Як-52                            | Румыния      | Учебный самолёт             | 10  |                                                |
| Беспилотные летательные аппараты |              |                             |     |                                                |
| Крунк                            | Армения      | БПЛА                        | 15  |                                                |
| Базе                             | Армения      | БПЛА                        | н/д |                                                |
| X-55                             | Армения      | БПЛА                        | н/д |                                                |
| Транспортные самолёты            |              |                             |     |                                                |
| Ил-76                            | СССР         | Военно-транспортный самолёт | 3   | Базирование на Аэродроме Эребуни               |
| Пассажирские самолёты            |              |                             |     |                                                |
| Airbus ACJ319                    | Франция      | Административный самолёт    | 1   |                                                |
| Вертолёты                        |              |                             |     |                                                |
| Ми-24                            | СССР         | Ударный вертолёт            | 15  | 7 Ми-24П, 2 Ми-24К, 2 Ми-24Р.                  |
| Ми-8МТ                           | СССР         | Многоцелевой вертолёт       | 10  | Базирование на Аэродроме Эребуни.              |
| Ми-9                             | СССР         | Воздушный командный пункт   | 2   | Базирование на Аэродроме Эребуни               |
| Ми-2                             | Польша       | Многоцелевой вертолёт       | 7   | Базирование на Аэродроме Эребуни               |

## Противовоздушная оборона

### Вооружение и техника ПВО Армении
Состав:
- 1 Зенитно-ракетная бригада
- 2 Зенитно-ракетных полка

| С-300                     | Россия       | ЗРК дальнего действия                 | 3 дивизиона, 6 батарей 51 ПУ  |
| Тор-М2КМ                  | Россия       | ЗРК средней дальности                 | 4-10                          |
| Бук-М2                    | Россия       | ЗРК средней дальности                 | 6                             |
| С-125 «Нева»/«Печора-2М2» | СССР/ Россия | ЗРК малой дальности                   | 5 батарей 10-15 ПУ            |
| Круг                      | СССР         | ЗРК средней дальности                 | Снят с вооружения, в резерве  |
| Куб                       | СССР         | ЗРК малой дальности                   | 12                            |
| Оса                       | СССР         | ЗРК ближнего действия                 | 110                           |
| Стрела-10                 | СССР         | ЗРК ближнего действия                 | 45, большинство небоеспособны |
| ЗСУ-23-4 «Шилка»          | СССР         | Зенитная самоходная установка         | 37                            |
| ЗУ-23-2                   | СССР         | Зенитная установка                    |                               |
| Верба                     | Россия       | Переносной зенитный ракетный комплекс |                               |
| «Игла»                    | СССР         | Переносной зенитный ракетный комплекс |                               |
| Стрела-2                  | СССР         | Переносной зенитный ракетный комплекс |                               |

## Военно-промышленный комплекс Армении
ВПК Армении — совокупность научно-исследовательских, испытательных организаций и производственных предприятий, выполняющих разработку и производство военной и специальной техники, амуниции, боеприпасов и т. п. преимущественно для государственных силовых структур Республики Армения и НКР, а также на экспорт.

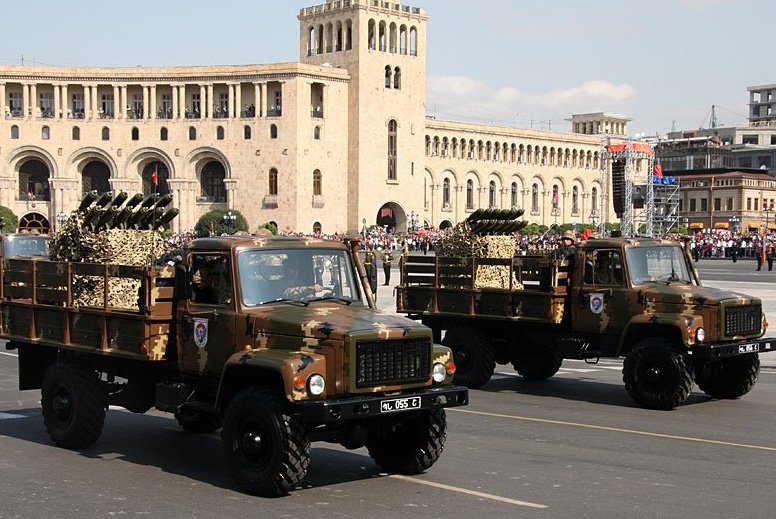
N-2 (РСЗО) для реактивных гранат класса РПГ-7, производимая армянской компанией Гарни-лер
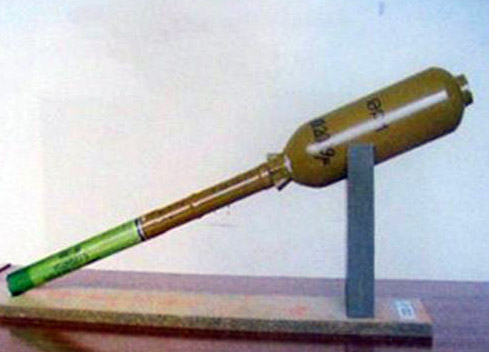
(TB-1) — термобарический реактивный снаряд, производимый армянской компанией Гарни-лер
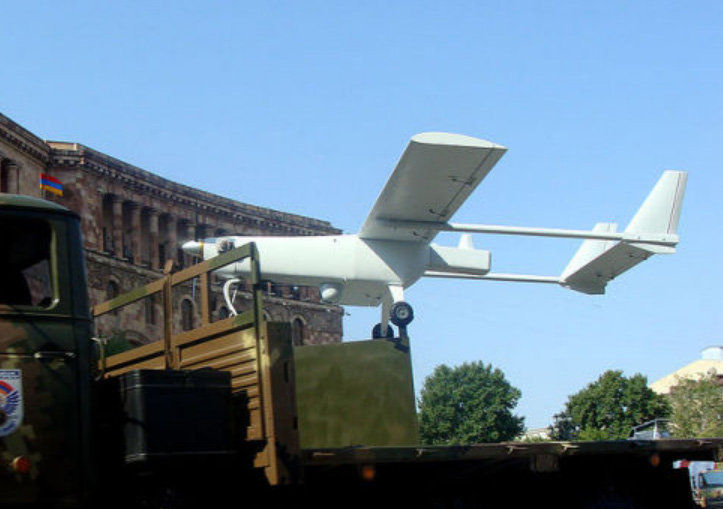
Крунк  (арм. Կռունկ — «журавль») — тактический беспилотный летательный аппарат армянского производства.

### Предприятия
- ЗАО Ереванский научно-исследовательский институт связи
- ЗАО «65-й Военный Завод» г. Егвард
- ЗАО «Патнеш» г. Раздан
- ОАО «Авиакомплекс» г. Ереван
- ОАО «НПО Грани-лер» г. Ереван
- ЗАО РАО «Марс» г. Ереван
- АОЗТ Концерн «Энергомаш» г. Ереван
- ЗАО «Арцах» Швейно-обувное производственное объединение г. Ереван
- ЕрНИИ Автоматизированных Систем Управления
- АОЗТ «ЛТ-Пиркал» г. Ереван
- ЗАО «Лазерная техника» г. Ереван
- ОАО «Атис», г. Абовян — полупроводниковые приборы, диодные матрицы;
- ОАО «Ашвич», г. Абовян — микросхемы;
- ОАО «Ниг», г. Апаран — соединители, разъёмы;
- ОАО «Гамма», г. Горис — микродвигатели, преобразователи кода;
- ОАО «Аналитический прибор», г. Гюмри — солемеры, переключатели;
- ЗАО «Импульс», г. Дилижан — коммутационная техника;
- ОАО «Ереванский завод химических реактивов», г. Ереван — аммоний азотнокислый, глиоксаль, парааминобензойная кислота, фенилморфолин;
- ОАО «Реле», г. Ереван — реле;
- ОАО «Авиакомплекс», г. Ереван — бортовая и контрольно-проверочная аппаратура, блоки управления;
- ЗАО «Армэлектромаш», г. Ереван — электроагрегаты, источники автономного питания;
- ЗАО «Наирит», г. Ереван — каучук хлоропреновый, карбинол технический;
- ОАО «Норк», г. Ереван — соединители, разъёмы;
- ОАО «Реле», г. Ехегнадзор — реле;
- ОАО «Электродвигатель», г. Ереван — электродвигатели;
- ОАО «Кечарк», г. Раздан — высокочастотные дроссели, конденсаторы;
- ЗАО «Разданмаш», г. Раздан — графопостроители, функциональные блоки для изделий АСУ, радарная техника;
- ОАО «Растр», г. Эчмиадзин — разъёмы, соединители;
- ЗАО «Электрон», г. Эчмиадзин — матрицы памяти для систем ПВО, аппаратура индикации.
- ОАО «Чаренцаванский станкостроительный завод»

## Международное сотрудничество

### Россия

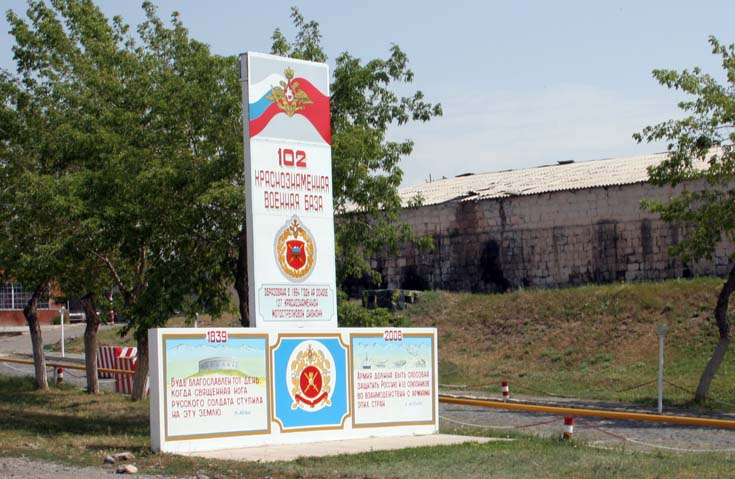
102-я Российская военная база в Армении

С 1992 года Армения состоит в военном союзе с Россией в составе ОДКБ. В 1997 страны заключили долгосрочный дружественный договор, который обязует оказывать взаимную помощь в случае военной угрозы любой из сторон и позволяет российским пограничникам патрулировать границы Армении с Турцией и Ираном. С января 2004 года Россия поставляет Армении оружие по относительно низким ценам как участнику договора коллективной безопасности. В Армении дислоцируется 102-я военная база Группы российских войск в Закавказье. Российское присутствие в стране насчитывает приблизительно 5000 военнослужащих всех специализаций, включая 3000 человек официально относящихся к 102-й базе в Гюмри. В июле 2015 года РФ ратифицировала соглашение, по которому Армения получает кредит 200 млн долларов, с целью приобретения современного российского оружия между 2015 и 2017 годами
В ноябре 2016 года было объявлено о создании Объединённой группировки войск (сил) России и Армении в Кавказском регионе коллективной безопасности.

#### Военная подготовка
Другой сферой армяно-российского военного сотрудничества является подготовка офицеров. В первые годы после обретения независимости, когда стал вопрос о собственных военных кадрах, армянские офицеры подготавливались в России. Свои военно-учебные организации в стране появились позже. Даже сейчас, когда у Армении есть собственное высшее военное учебное заведение, армянские офицеры продолжают проходить подготовку в российских военно-учебных организациях.

#### Дальнейшие отношения
На первой встрече правительственных комиссий Армении и России осенью 2005 по вопросам военно-технических отношений, премьер-министр Михаил Фрадков доложил, что российские заводы будут участвовать в армянской программе модернизации вооружённых сил, и что Россия готова поставлять необходимые комплектующие и оборудование. У Еревана и Москвы есть дальнейшие планы развития более тесных отношений.

### НАТО
Армения не состоит в НАТО, но состоит в Совете евроатлантического партнёрства, осуществляет индивидуальные планы действий партнёрства и других программах НАТО. Cooperative Best Effort exercise (где впервые была представлена Россия) прошёл на армянской территории в 2003 году.
Армения стремится развивать свой миротворческий контингент по стандартам НАТО, Ереван и НАТО ведут переговоры по поводу реформы военного образования Армении.

#### Страны Балтии[41]
Литва проводит обмен опытом и проводит консультацию с министерством обороны Армении в области контроля над вооружёнными силами. В 2004 году, армянские офицеры были приглашены на учёбу в Военную академию Литвы и в Балтийский колледж обороны в Тарту в Эстонии. Литва берёт на себя все расходы.